# Европско првенство у кошарци 2013 — Група Ц
Утакмице групе Ц на Европском првенству у кошарци 2013. одигране су између 4. и 9. септембра 2013. Све утакмице ове групе одигране су у дворани Златорог у Цељу.
У овој групи су се такмичиле репрезентације Хрватске, Чешке, Грузије, Пољске, Словеније и Шпаније. У другу фазу такмичења пласирале су се репрезентације Шпаније, Хрватске, и Словеније.

## Табела
| Табела групе Ц | ОУ | П | ПО | КД  | КП  | КР   | Бод |
| -------------- | -- | - | -- | --- | --- | ---- | --- |
| Шпанија        | 5  | 4 | 1  | 369 | 269 | +100 | 9   |
| Хрватска       | 5  | 4 | 1  | 337 | 341 | -4   | 9   |
| Словенија      | 5  | 3 | 2  | 347 | 344 | +3   | 8   |
| Чешка          | 5  | 2 | 3  | 316 | 369 | -23  | 7   |
| Грузија        | 5  | 1 | 4  | 366 | 394 | -88  | 6   |
| Пољска         | 5  | 1 | 4  | 329 | 377 | -48  | 6   |

## 4. септембар

### Грузија — Пољска
| 4. септембар 14:30 | Извештај | Грузија                                                         | 84 : 67 | Пољска                       | Дворана Златорог, Цеље Гледаоци: 850 Судије: Миливоје Јовчић (Србија), Фернандо Роша (Португалија), Крис Додс (Шкотска) |  |
| 4. септембар 14:30 | Извештај | Четвртине: 20-14, 19-8, 16-15, 29-30                            |         |                              | Дворана Златорог, Цеље Гледаоци: 850 Судије: Миливоје Јовчић (Србија), Фернандо Роша (Португалија), Крис Додс (Шкотска) |  |
| 4. септембар 14:30 | Извештај | Поени: Саникидзе 23 Скокови: Шермадини 9 Асистенције: Цицадзе 7 |         | Гортат 12 Гортат 7 Кошарек 7 | Дворана Златорог, Цеље Гледаоци: 850 Судије: Миливоје Јовчић (Србија), Фернандо Роша (Португалија), Крис Додс (Шкотска) |  |

### Шпанија — Хрватска
| 4. септембар 17:45 | Извештај | Шпанија                                                    | 68 : 40 | Хрватска                                   | Дворана Златорог, Цеље Гледаоци: 3.430 Судије: Олегс Латишевс (Летонија), Петар Обрадовић (Босна и Херцеговина), Гентијан Цици (Албанија) |  |
| 4. септембар 17:45 | Извештај | Четвртине: 24-9, 9-11, 16-17, 19-3                         |         |                                            | Дворана Златорог, Цеље Гледаоци: 3.430 Судије: Олегс Латишевс (Летонија), Петар Обрадовић (Босна и Херцеговина), Гентијан Цици (Албанија) |  |
| 4. септембар 17:45 | Извештај | Поени: Фернандез 15 Скокови: Гасол 11 Асистенције: Рубио 7 |         | Богдановић 12 Укић, Богдановић 7 Дрејпер 2 | Дворана Златорог, Цеље Гледаоци: 3.430 Судије: Олегс Латишевс (Летонија), Петар Обрадовић (Босна и Херцеговина), Гентијан Цици (Албанија) |  |

### Чешка — Словенија
| 4. септембар 21:00 | Извештај | Чешка                                                  | 60 : 62 | Словенија                            | Дворана Златорог, Цеље Гледаоци: 4.650 Судије: Борис Рижик (Украјина), Омер Естерон (Израел), Александар Милојевић (Македонија) |  |
| 4. септембар 21:00 | Извештај | Четвртине: 19-21, 13-15, 14-15, 14-11                  |         |                                      | Дворана Златорог, Цеље Гледаоци: 4.650 Судије: Борис Рижик (Украјина), Омер Естерон (Израел), Александар Милојевић (Македонија) |  |
| 4. септембар 21:00 | Извештај | Поени: Весели 17 Скокови: Велш 5 Асистенције: Весели 7 |         | Балажич 11 Балажич, Бегић 8 Драгић 9 | Дворана Златорог, Цеље Гледаоци: 4.650 Судије: Борис Рижик (Украјина), Омер Естерон (Израел), Александар Милојевић (Македонија) |  |

## 5. септембар

### Хрватска — Грузија
| 5. септембар 14:30 | Извештај | Хрватска                                                | 77 : 76 | Грузија                            | Дворана Златорог, Цеље Гледаоци: 1.000 |  |
| 5. септембар 14:30 | Извештај | Четвртине: 17-15, 18-19, 15-18, 27-24                   |         |                                    | Дворана Златорог, Цеље Гледаоци: 1.000 |  |
| 5. септембар 14:30 | Извештај | Поени: Дрејпер 16 Скокови: Симон 6 Асистенције: Томић 7 |         | Цинцадзе 25 Шермадини 9 Цинцадзе 4 | Дворана Златорог, Цеље Гледаоци: 1.000 |  |

### Пољска — Чешка
| 5. септембар 17:45 | Извештај | Пољска                                                      | 68 : 69 | Чешка                      | Дворана Златорог, Цеље Гледаоци: 1.320 Судије: Петар Обрадовић (Босна и Херцеговина), Гентијан Цици (Албанија), Крис Додс (Шкотска) |  |
| 5. септембар 17:45 | Извештај | Четвртине: 25-12, 13-22, 11-16, 19-19                       |         |                            | Дворана Златорог, Цеље Гледаоци: 1.320 Судије: Петар Обрадовић (Босна и Херцеговина), Гентијан Цици (Албанија), Крис Додс (Шкотска) |  |
| 5. септембар 17:45 | Извештај | Поени: Игнерски 17 Скокови: Гортат 9 Асистенције: Кошарек 5 |         | Весели 23 Весели 14 Велш 7 | Дворана Златорог, Цеље Гледаоци: 1.320 Судије: Петар Обрадовић (Босна и Херцеговина), Гентијан Цици (Албанија), Крис Додс (Шкотска) |  |

### Словенија — Шпанија
| 5. септембар 21:00 | Извештај | Словенија                                                | 78 : 69 | Шпанија                | Дворана Златорог, Цеље Гледаоци: 5.200 Судије: Фернандо Роша (Португалија), Миливоје Јовчић (Србија), Јургис Лауринавичијус (Литванија) |  |
| 5. септембар 21:00 | Извештај | Четвртине: 9-14, 16-19, 27-18, 26-18                     |         |                        | Дворана Златорог, Цеље Гледаоци: 5.200 Судије: Фернандо Роша (Португалија), Миливоје Јовчић (Србија), Јургис Лауринавичијус (Литванија) |  |
| 5. септембар 21:00 | Извештај | Поени: Драгић 18 Скокови: Драгић 6 Асистенције: Драгић 7 |         | Гасол 17 Гасол 7 Љуљ 5 | Дворана Златорог, Цеље Гледаоци: 5.200 Судије: Фернандо Роша (Португалија), Миливоје Јовчић (Србија), Јургис Лауринавичијус (Литванија) |  |

## 7. септембар

### Шпанија — Чешка
| 7. септембар 14:30 | Извештај | Шпанија                                               | 60 : 39 | Чешка                                        | Дворана Златорог, Цеље Гледаоци: 2.150 Судије: Борис Рижик (Украјина), Фернандо Роша (Португалија), Александар Милојевић (Македонија) |  |
| 7. септембар 14:30 | Извештај | Четвртине: 18-7, 15-18, 14-12, 13-2                   |         |                                              | Дворана Златорог, Цеље Гледаоци: 2.150 Судије: Борис Рижик (Украјина), Фернандо Роша (Португалија), Александар Милојевић (Македонија) |  |
| 7. септембар 14:30 | Извештај | Поени: Фернандез Скокови: Гасол Асистенције: Калдерон |         | Пумпрла, Весели Бартоњ, Весели 3 играча по 2 | Дворана Златорог, Цеље Гледаоци: 2.150 Судије: Борис Рижик (Украјина), Фернандо Роша (Португалија), Александар Милојевић (Македонија) |  |

### Хрватска — Пољска
| 7. септембар 17:45 | Извештај | Хрватска                                                         | 74 : 70 | Пољска                            | Дворана Златорог, Цеље Гледаоци: 3.500 Судије: Миливоје Јовчић (Србија), Јургис Лауринавичијус (Литванија), Омер Естерон (Израел) |  |
| 7. септембар 17:45 | Извештај | Четвртине: 24-12, 17-20, 21-17, 12-21                            |         |                                   | Дворана Златорог, Цеље Гледаоци: 3.500 Судије: Миливоје Јовчић (Србија), Јургис Лауринавичијус (Литванија), Омер Естерон (Израел) |  |
| 7. септембар 17:45 | Извештај | Поени: Богдановић 23 Скокови: Томић 9 Асистенције: Симон, Укић 6 |         | Игнерски 22 Игнерски 12 Кошарек 6 | Дворана Златорог, Цеље Гледаоци: 3.500 Судије: Миливоје Јовчић (Србија), Јургис Лауринавичијус (Литванија), Омер Естерон (Израел) |  |

### Грузија — Словенија
| 7. септембар 21:00 | Извештај | Грузија                                                        | 68 : 72 | Словенија                   | Дворана Златорог, Цеље Гледаоци: 4.580 Судије: Олегс Латишевс (Летонија), Петар Обрадовић (Босна и Херцеговина), Крис Додс (Шкотска) |  |
| 7. септембар 21:00 | Извештај | Четвртине: 19-13, 13-31, 14-10, 22-18                          |         |                             | Дворана Златорог, Цеље Гледаоци: 4.580 Судије: Олегс Латишевс (Летонија), Петар Обрадовић (Босна и Херцеговина), Крис Додс (Шкотска) |  |
| 7. септембар 21:00 | Извештај | Поени: Хикман 19 Скокови: Саникидзе 13 Асистенције: Цинцадзе 6 |         | Лорбек 18 Нахбар 9 Драгић 4 | Дворана Златорог, Цеље Гледаоци: 4.580 Судије: Олегс Латишевс (Летонија), Петар Обрадовић (Босна и Херцеговина), Крис Додс (Шкотска) |  |

## 8. септембар

### Пољска — Шпанија
| 8. септембар 14:30 | Извештај | Пољска                                                               | 53 : 89 | Шпанија                         | Дворана Златорог, Цеље Гледаоци: 2.200 Судије: Олегс Латишевс (Летонија), Петар Обрадовић (Босна и Херцеговина), Крис Додс (Шкотска) |  |
| 8. септембар 14:30 | Извештај | Четвртине: 5-25, 8-24, 17-27, 23-13                                  |         |                                 | Дворана Златорог, Цеље Гледаоци: 2.200 Судије: Олегс Латишевс (Летонија), Петар Обрадовић (Босна и Херцеговина), Крис Додс (Шкотска) |  |
| 8. септембар 14:30 | Извештај | Поени: Замојски 11 Скокови: 3 играча по 6 Асистенције: 3 играча по 2 |         | Гасол, Рубио 15 Гасол 6 Рубио 5 | Дворана Златорог, Цеље Гледаоци: 2.200 Судије: Олегс Латишевс (Летонија), Петар Обрадовић (Босна и Херцеговина), Крис Додс (Шкотска) |  |

### Чешка — Грузија
| 8. септембар 17:45 | Извештај | Чешка                                                         | 95 : 79 | Грузија                                         | Дворана Златорог, Цеље Гледаоци: 1.290 Судије: Миливоје Јовчић (Србија), Јургис Лауринавичијус (Литванија), Гентијан Цици (Албанија) |  |
| 8. септембар 17:45 | Извештај | Четвртине: 26-15, 28-20, 21-19, 20-25                         |         |                                                 | Дворана Златорог, Цеље Гледаоци: 1.290 Судије: Миливоје Јовчић (Србија), Јургис Лауринавичијус (Литванија), Гентијан Цици (Албанија) |  |
| 8. септембар 17:45 | Извештај | Поени: Весели 27 Скокови: Весели 10 Асистенције: Саторански 7 |         | Маркоишвили, Цинцадзе 20 Шермадини 9 Цинцадзе 6 | Дворана Златорог, Цеље Гледаоци: 1.290 Судије: Миливоје Јовчић (Србија), Јургис Лауринавичијус (Литванија), Гентијан Цици (Албанија) |  |

### Словенија — Хрватска
| 8. септембар 21:00 | Извештај | Словенија                                                           | 74 : 76 | Хрватска                             | Дворана Златорог, Цеље Гледаоци: 4.640 Судије: Фернандо Роша (Португалија), Борис Рижик (Украјина), Александар Милојевић (Македонија) |  |
| 8. септембар 21:00 | Извештај | Четвртине: 20-17, 21-18, 16-20, 8-10, 9-11                          |         |                                      | Дворана Златорог, Цеље Гледаоци: 4.640 Судије: Фернандо Роша (Португалија), Борис Рижик (Украјина), Александар Милојевић (Македонија) |  |
| 8. септембар 21:00 | Извештај | Поени: Г. Драгић 23 Скокови: 3 играча по 8 Асистенције: Г. Драгић 5 |         | Богдановић 24 Томић 15 3 играча по 3 | Дворана Златорог, Цеље Гледаоци: 4.640 Судије: Фернандо Роша (Португалија), Борис Рижик (Украјина), Александар Милојевић (Македонија) |  |

## 9. септембар

### Грузија — Шпанија
| 9. септембар 14:30 | Извештај | Грузија                                                               | 59 : 83 | Шпанија                          | Дворана Златорог, Цеље Гледаоци: 2.490 Судије: Борис Рижик (Украјина), Александар Милојевић (Македонија), Омер Естерон (Израел) |  |
| 9. септембар 14:30 | Извештај | Четвртине: 17-17, 12-24, 10-21, 20-21                                 |         |                                  | Дворана Златорог, Цеље Гледаоци: 2.490 Судије: Борис Рижик (Украјина), Александар Милојевић (Македонија), Омер Естерон (Израел) |  |
| 9. септембар 14:30 | Извештај | Поени: Гиорги Шермадини Скокови: Лежава, Хикман Асистенције: Цинцадзе |         | Рубио Гасол, Реј Гасол, Родригез | Дворана Златорог, Цеље Гледаоци: 2.490 Судије: Борис Рижик (Украјина), Александар Милојевић (Македонија), Омер Естерон (Израел) |  |

### Хрватска — Чешка
| 9. септембар 17:45 | Извештај | Хрватска                                                    | 70 : 53 | Чешка                             | Дворана Златорог, Цеље Гледаоци: 2.910 Судије: Фернандо Роша (Португалија), Олегс Латишевс (Летонија), Петар Обрадовић (Босна и Херцеговина) |  |
| 9. септембар 17:45 | Извештај | Четвртине: 16-17, 16-16, 15-9, 23-11                        |         |                                   | Дворана Златорог, Цеље Гледаоци: 2.910 Судије: Фернандо Роша (Португалија), Олегс Латишевс (Летонија), Петар Обрадовић (Босна и Херцеговина) |  |
| 9. септембар 17:45 | Извештај | Поени: Томић 12 Скокови: Томић 9 Асистенције: 3 играча по 2 |         | Пумпрла 19 Весели 11 Саторански 8 | Дворана Златорог, Цеље Гледаоци: 2.910 Судије: Фернандо Роша (Португалија), Олегс Латишевс (Летонија), Петар Обрадовић (Босна и Херцеговина) |  |

### Словенија — Пољска
| 9. септембар 21:00 | Извештај | Словенија                                                   | 61 : 71 | Пољска                        | Дворана Златорог, Цеље Гледаоци: 4.590 Судије: Миливоје Јовчић (Србија), Јургис Лауринавичијус (Литванија), Гентијан Цици (Албанија) |  |
| 9. септембар 21:00 | Извештај | Четвртине: 17-19, 11-17, 14-17, 19-18                       |         |                               | Дворана Златорог, Цеље Гледаоци: 4.590 Судије: Миливоје Јовчић (Србија), Јургис Лауринавичијус (Литванија), Гентијан Цици (Албанија) |  |
| 9. септембар 21:00 | Извештај | Поени: Лорбек 13 Скокови: Бегић 7 Асистенције: Јоксимовић 5 |         | Келати 21 Гортат 12 Кошарек 8 | Дворана Златорог, Цеље Гледаоци: 4.590 Судије: Миливоје Јовчић (Србија), Јургис Лауринавичијус (Литванија), Гентијан Цици (Албанија) |  |